# Ursula und Sabina Eriksson
Ursula und Sabina Eriksson (* 1967) sind eineiige Zwillinge schwedischer Herkunft, die im Jahr 2008 im Vereinigten Königreich durch eine Fernsehdokumentation bekannt wurden. Unter dem Einfluss einer seltenen psychischen Störung, der sogenannten Folie à deux, überquerten sie mehrfach zu Fuß die vielbefahrene Autobahn M6 in England, wobei sie von Fahrzeugen erfasst wurden. Trotz ihrer Verletzungen leisteten sie Widerstand gegen die zu Hilfe eilenden Polizei- und Rettungskräfte. Wenige Tage nach dem Vorfall erstach eine der Schwestern, Sabina Eriksson, einen Bewohner im nahegelegenen Stoke-on-Trent mit einem Messer, nachdem sie aus dem Behördengewahrsam entlassen worden war.

## Vorgeschichte
Die in ihrer Kindheit häufig gehänselten Schwestern wuchsen zusammen mit ihrem Bruder im westschwedischen Sunne unter sehr ärmlichen Bedingungen auf. Im Jahre 2003 waren sie aus Schweden emigriert und hatten sich getrennt niedergelassen, Sabina im irischen Mallow, Ursula in den Vereinigten Staaten. Im Jahre 2008 trafen sie sich zuerst in Irland, bevor sie nach England übersetzten, um mit einem Bus in die Hauptstadt London zu reisen.

## Vorfälle in England

### Busreise
Nach ihrer Ankunft in Liverpool bestiegen die Zwillinge am 17. Mai 2008 einen Reisebus der National Express Group nach London. Während einer Pause an einer Raststätte nahe Stoke-on-Trent verließen sie plötzlich den Bus mit der Angabe, sich nicht gut zu fühlen. Der Fahrer wurde darauf aufmerksam, dass beide ihre mitgeführten Taschen auffällig eng bei sich behielten, und verlangte Einsicht in selbige, da er vermutete, sie würden illegale Gegenstände oder Betäubungsmittel mit sich führen. Nach Verweigerung der Einsicht setzte der Bus seine Fahrt ohne die Zwillinge fort, die an der Raststätte zurückblieben. Der Pächter der Raststätte war informiert worden und hatte, da auch er das Paar für verdächtig hielt, die Polizei angefordert. Eintreffende Polizeibeamte unterhielten sich mit ihnen und trafen keine weiteren Maßnahmen, da sie die beiden für harmlos hielten.

### Zu Fuß auf der Autobahn M6
Ursula und Sabina Eriksson begaben sich im Anschluss zu Fuß zwischen den beiden Mittelleitplanken die M6 entlang. Durch die engmaschige Überwachung der Autobahn mit Videokameras wurden sie kurze Zeit später bemerkt und sollten abgefangen werden, um einen Unfall zu verhindern. Diese Befürchtung bewahrheitete sich jedoch, als beide über die Fahrbahntrennung kletterten und in den laufenden Verkehr liefen, wobei sie sich überraschenderweise nur leicht verletzten. Kurz darauf waren zwei uniformierte Mitarbeiter der Autobahnaufsicht vor Ort und begleiteten beide auf den Seitenstreifen. Dazu stieß nach wenigen Minuten eine zweiköpfige Streife der durch die Überwachungszentrale benachrichtigten Verkehrspolizei. Diese wurde zufällig von einem Reporter des englischen Fernsehsenders BBC zwecks einer Dokumentation begleitet, so dass die Geschehnisse in Bild und Ton festgehalten wurden. Nach Eintreffen der Streife wirkte die Situation zunächst völlig entspannt. Einer der beiden Autobahnaufsichtsmitarbeiter erstattete dem Polizeibeamten und dessen Kollegin einen unaufgeregten Lagebericht, während sein Kollege etwa 10 Meter davon entfernt mit den beiden Frauen und ihrem Gepäck wartete. Noch während des Gespräches lief Ursula plötzlich erneut – trotz des vergeblichen Versuchs des Autobahnaufsichtsmitarbeiters, sie zurückzuhalten – in den laufenden Verkehr auf der Durchgangsfahrbahn. Sie wurde dabei von einem Lastwagen erfasst und schwer verletzt. In der Verwirrung achtete niemand auf Sabina, die nach einigen Sekunden ebenfalls in den laufenden Verkehr lief und frontal mit einem VW Polo kollidierte, wobei sie sich ebenfalls Verletzungen zuzog und für 15 Minuten das Bewusstsein verlor. Trotz ihrer Verletzungen leisteten beide Widerstand gegen die Hilfe von Polizei, Rettungsdienst und anwesenden Autofahrern. Die geringfügiger verletzte Sabina richtete sich auf und rannte, nachdem sie sich gewaltsam von der Erste Hilfe leistenden Polizeibeamtin losgerissen hatte, erneut über die Fahrbahntrennung auf die Gegenfahrbahn. Dort konnte sie durch mehrere Polizeibeamte und zivile Helfer überwältigt und zu einem Rettungswagen verbracht werden, wo sie sediert wurde.

### Tötung von Glenn Hollinshead
Während ihre Schwester Ursula aufgrund der Beinverletzungen im Krankenhaus verblieb, wurde Sabina Eriksson am 19. Mai 2008 aus dem Gewahrsam entlassen, nachdem sie zuvor zu einem Tag Arrest wegen des Angriffs auf die Polizeibeamtin und des unerlaubten Betretens der Autobahn verurteilt worden war. Neben der kurzen Haftzeit wurde später vor allem die Tatsache kritisiert, dass kein psychiatrisches Gutachten eingeholt wurde.
Eriksson lief anschließend durch die Straßen von Stoke-on-Trent, wo sie gegen 19:00 Uhr auf den 54-jährigen Glenn Hollinshead und einen Freund traf, die einen Hund spazieren führten. Nach einem kurzen Gespräch, in dem sie nach einem Bed-and-Breakfast-Hotel fragte, bot Hollinshead ihr an, die Nacht in seiner Wohnung zu verbringen. Eriksson nahm das Angebot an, woraufhin sich alle drei zur Wohnung von Hollinshead begaben. Den beiden Männern fiel bereits nach kurzer Zeit das seltsame, paranoid erscheinende Verhalten der Frau auf. Der Bekannte von Hollinshead verließ am späten Abend die Wohnung und ließ beide zurück.
Am darauffolgenden Tag telefonierte Hollinshead mit diversen Krankenhäusern, um Sabina Erikssons Schwester ausfindig zu machen. Gegen 19:40 Uhr verließ er sein Haus und bat einen anwesenden Nachbarn um Teebeutel, mit denen er anschließend wieder in sein Haus zurückging. Etwa eine Minute später kam er taumelnd erneut aus dem Haus, seinem Nachbarn erklärend, sie habe auf ihn eingestochen („She stabbed me“), bevor er zu Boden fiel. Trotz eines sofortigen Notrufes durch den Nachbarn verstarb er an seinen fünf Stichverletzungen.

### Flucht und Verhaftung
Sabina Eriksson verließ nach dem Tötungsdelikt das Haus und rannte – mit einem Hammer in der Hand, den sie sich auf den Kopf schlug – die Straße entlang. Ein vorbeikommender Autofahrer, der das seltsame Treiben der Frau beobachtete, hielt an und versuchte sie zu überwältigen, wurde jedoch von Eriksson mit dem Teil eines Dachziegels geschlagen, den sie mit sich führte. Inzwischen eingetroffene Rettungssanitäter verfolgten Eriksson weiter, die kurz darauf von einer zwölf Meter hohen Brücke auf eine darunter gelegene Straße sprang. Dabei erlitt sie mehrere Brüche, die einen mehrmonatigen Krankenhausaufenthalt notwendig machten.

### Prozess
Am 11. September 2008 wurde Sabina Eriksson des Mordes angeklagt. Die Verhandlung begann erst am 1. September 2009 wegen Problemen beim Erhalt von medizinischen Unterlagen aus Schweden. Eriksson bekannte sich des Totschlags unter verminderter Schuldfähigkeit schuldig (Diminished responsibility), gab jedoch während der Polizeivernehmungen und des Gerichtsprozesses keinerlei Erklärung für ihr Verhalten oder zu ihrem Motiv ab.
Sowohl von Seiten des Staatsanwalts als auch der Verteidigung wurde die Position vertreten, dass Eriksson während ihrer Taten an einer Wahnsymptomatik gelitten habe, während des Prozesses aber wieder zurechnungsfähig sei. Die Verteidigung gab an, die Mandantin wäre von der psychischen Erkrankung Folie à deux betroffen gewesen, also einer gemeinsamen wahnhaften Störung, die in direktem Bezug zu einer zweiten Person steht, wobei eine der Personen ihre wahnhafte Störung auf die jeweils andere, vormals gesunde Bezugsperson überträgt.
Der Antrag auf Verurteilung wegen Totschlags bei verminderter Schuldfähigkeit wurde angenommen und Sabina Eriksson aufgrund dessen zu fünf Jahren Haft verurteilt. Das Gericht äußerte Verständnis dafür, dass das Urteil für die Angehörigen nicht angemessen erscheinen möge, begründete das Urteil aber mit der geistigen Störung der Angeklagten und ihrer dadurch bedingten geringen Schuldfähigkeit. Das Urteil sei geeignet, die Öffentlichkeit zu schützen, nicht aber die Trauer der Angehörigen oder den Wert von Hollinsheads Leben zu würdigen.

„Sie [Sabina] litt unter Wahnvorstellungen, von denen sie glaubte, dass sie wahr seien und die ihr Verhalten bestimmten. Es ist nicht einer dieser Fälle, in denen der Angeklagte etwas hätte tun können, um den Ausbruch zu verhindern.“

### Nachwirkungen
Auch nach dem Abschluss der Ermittlungen und des Prozesses blieben viele Fragen ungeklärt. Bei den Zwillingen wurden keine Drogen gefunden und auch die Untersuchung einer Blutprobe von Ursula Eriksson hatte keine Spuren von Alkohol oder illegalen Substanzen gezeigt. Das Motiv für den Mord an Glenn Hollinshead blieb ebenso ungeklärt wie die Ursache für die Vorgänge auf der Autobahn M6. Der Freund von Hollinshead, Peter Molloy, forderte ebenso wie der Politiker Robert Flello eine Untersuchung, in welcher Art und Weise die Justiz die Sache handhabte.
Der Bruder des Ermordeten, Garry Hollinshead, kritisierte das Justizsystem dafür, dass es Eriksson erst ermöglicht habe, seinen Bruder zu töten.

„Ich stelle das Strafjustizsystem in Frage, das es so jemandem erlaubt, freigelassen zu werden, wenn sie in der Lage ist, ein solches Verbrechen zu begehen. Ihr geistiger Zustand hätte richtig bewertet werden müssen, nach dem, was sie auf der Autobahn getan hat und den Erfahrungen, die die Polizei mit ihr gemacht hat. Ihre geistige Störung hätte vor ihrer Entlassung in die Gesellschaft aufgegriffen werden müssen. Glenn [Hollinshead] hat Eriksson in Not gesehen und nur versucht zu helfen. Er hat schnell reagiert, wenn jemand Hilfe brauchte. Es war seine Art. Er hat versucht zu helfen. Er würde jedem helfen. Wenn er auf der Straße einen Kampf gesehen hätte, und einer wäre am Verlieren, er würde helfen.“